# Koumba Ibo
Koumba Nanah-Hélène Ibo (12 de diciembre de 2001) es una deportista marfileña que compite en taekwondo.
Ganó dos medallas en los Juegos Panafricanos, en los años 2019 y 2023, y tres medallas en el Campeonato Africano de Taekwondo entre los año 2021 y 2023.

## Palmarés internacional
| Juegos Panafricanos | Juegos Panafricanos      | Juegos Panafricanos | Juegos Panafricanos |
| Año                 | Lugar                    | Medalla             | Categoría           |
| ------------------- | ------------------------ | ------------------- | ------------------- |
| 2019                | Rabat (Marruecos)        | Medalla de bronce   | –62 kg              |
| 2023                | Acra (Ghana)             | Medalla de plata    | –62 kg              |
| Campeonato Africano |                          |                     |                     |
| Año                 | Lugar                    | Medalla             | Categoría           |
| 2021                | Dakar (Senegal)          | Medalla de plata    | –62 kg              |
| 2022                | Kigali (Ruanda)          | Medalla de plata    | –62 kg              |
| 2023                | Abiyán (Costa de Marfil) | Medalla de oro      | –62 kg              |